# Molophilus annulipes
Molophilus annulipes là một loài ruồi trong họ Limoniidae. Chúng phân bố ở miền Australasia.